# Hedensted (gemeente)
Hedensted is een gemeente in de Deense regio Midden-Jutland. Hedensted is een van de nieuwe gemeenten die per 1 januari 2007 zijn gevormd in het kader van de nieuwe indeling van het land. Het is een samenvoeging van de oude gemeenten Hedensted, Juelsminde en Tørring-Uldum. De huidige gemeente telt 46.524 inwoners (2017).

## Plaatsen in de gemeente
- Lindved
- Øster Snede
- Hedensted
- Daugård
- Barrit
- Glud
- Snaptun
- Overby
- Juelsminde
- Tørring
- Hornsyld
- Stenderup
- Bjerre
- Stouby
- Ølsted
- Kragelund
- Rårup
- Hosby
- Rask Mølle
- Uldum
- Ølholm
- Hornborg
- Åle
- Korning

Aarhus · Favrskov · Hedensted · Herning · Holstebro · Horsens · Ikast-Brande · Lemvig · Norddjurs · Odder · Randers · Ringkøbing-Skjern · Samsø · Silkeborg · Skanderborg · Skive · Struer · Syddjurs · Viborg
- International Standard Name Identifier: 0000 0004 0379 2429
- MusicBrainz: fd5259cd-1825-45e6-b672-363dbc982cb5